# Kenmore Air
Kenmore Air ist eine amerikanische Fluggesellschaft mit Sitz in Kenmore, Washington und Basis am Kenmore Air Harbor, Seattle. Die Fluggesellschaft betreibt Linien- und Charterflüge mit Wasserflugzeugen und Landflugzeugen zu Zielen im Westen Washingtons und im Südwesten von British Columbia sowie „Flightseeing“-Flüge mit Wasserflugzeugen rund um Seattle. Kenmore Air bietet auch Wartung für Wasserflugzeuge an.

## Geschichte
Die Fluggesellschaft wurde als Kenmore Air Harbor 1946 von Robert Munro, Reginald Collins und Jack Mines gegründet. Ihr erstes Flugzeug war ein Aeronca K-Wasserflugzeug. Nach einer kurzfristigen Partnerschaft führte Munro das Unternehmen bis zu seinem Tod im Oktober 2000 allein weiter. Das Unternehmen hieß ursprünglich Mines Collins Munro, wurde jedoch einige Monate später in den aktuellen Namen Kenmore Air geändert, um seine Verbindungen zur Stadt Kenmore, Washington, widerzuspiegeln. Von Anfang an war der Wartungs- und Restaurierungsservice für Wasserflugzeuge von Kenmore Air ein wichtiger Bestandteil des Unternehmens. In den 1950er Jahren begann Kenmore Air mit seinem Chartergeschäft, indem es Flüge zu Angel- und Jagdrevieren im pazifischen Nordwesten anbot.
In den 1960er Jahren erweiterte Kenmore Air seine Wartungsdienste um das Wasserflugzeug de Havilland Canada DHC-2 Beaver. Sie kauften ihre erste Beaver im Jahr 1963 und die Beaver wurde bald zu einem Herzstück der Flotte von Kenmore Air. Für den Flugzeugtyp wurde ein Umbau- und Modifikationsprogramm erstellt. Nachdem die Produktion der Beaver 1967 eingestellt worden war, begann sich Kenmore Air als führender Überholer von Wasserflugzeugen zu etablieren. Sie modifizierten und bauten Beaver in einem solchen Ausmaß um, dass solche Flugzeuge, die von der Firma modifiziert wurden, in der Luftfahrtgemeinschaft als „Kenmore Beavers“ bekannt wurden. Kenmore Air hat seitdem insgesamt 125 Beaver umgebaut.

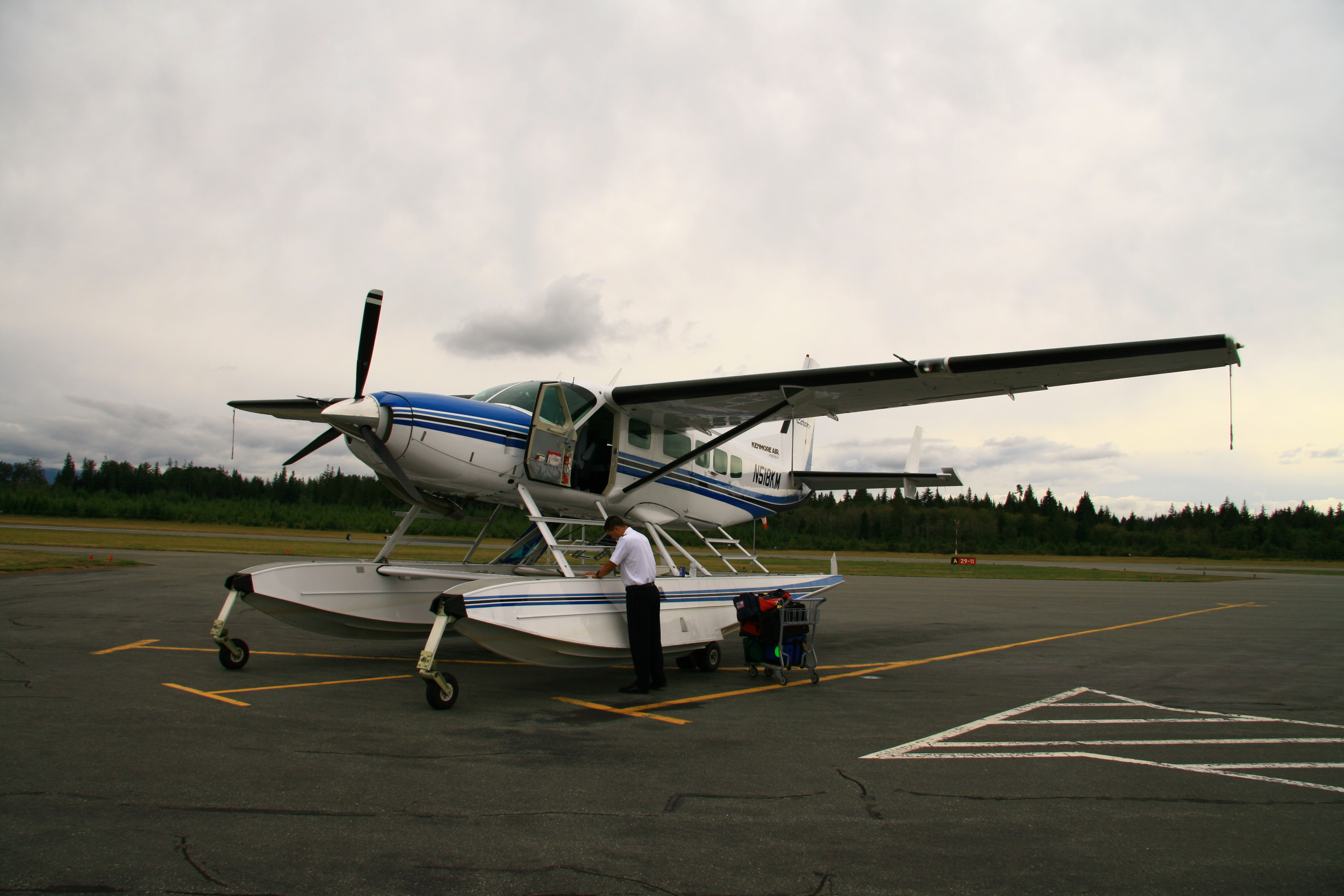
Cessna 208, Campbell River

In den frühen 1970er Jahren transportierte Kenmore Air im Rahmen eines Vertrags mit der US Navy Torpedos zu einer gemeinsamen amerikanisch-kanadischen Testeinrichtung in der Nähe von Vancouver Island. Während dieses Jahrzehnts transportierte Kenmore Air fünf Jahre lang Wissenschaftler und Material für den US Geological Survey zu einem Gletscher in den North Cascade Mountains, dem South-Cascade-Gletscher, wo die Wasserflugzeuge auf  einem Gletscher in 6500 Fuß (etwa 2000 m) Meereshöhe starten und landen mussten.
Mitte der 1980er kaufte Kenmore Air Otter Air, eine Fluggesellschaft, die Flüge mit Wasserflugzeugen von Seattle nach Victoria (British Columbia) anbot. Die Route Seattle-Victoria wurde zwei Jahre lang betrieben, bevor sie 1988 an den Konkurrenten Lake Union Air verkauft wurde. Im Jahre 1992 wurde auch Lake Union Air übernommen. Mit diesem Kauf erwarb Kenmore Air ein Terminal für Wasserflugzeuge am Lake Union.
Kenmore Air und Harbour Air begannen am 26. April 2018 einen neuen Wasserflugzeugdienst zwischen Downtown Vancouver und Downtown Seattle.

## Flugziele
Tägliche, ganzjährige Wasserflugzeugverbindungen werden von Seattles Lake Union nach Lopez Island, Orcas Island und San Juan Island im US-Bundesstaat Washington sowie nach Victoria (British Columbia) und Vancouver angeboten. Saisonal (Mai–September) werden täglich Wasserflugzeuge vom Kenmore Air Harbor zu mehr als 30 Zielen in British Columbia angeboten , darunter Big Bay, Cortes Island, Desolation Sound, Nanaimo, Port McNeill, Quadra Island, die Sechelt-Halbinsel, Sonora Island, und Refuge Cove.

## Flotte
Die Flotte der Kenmore Air besteht mit Stand Dezember 2022 aus 22 Flugzeugen.
| Flugzeugtyp                     | aktiv | bestellt | Anmerkungen    | Sitzplätze |
| ------------------------------- | ----- | -------- | -------------- | ---------- |
| Cessna C208                     | 01    |          |                | 9          |
| Cessna Grand Caravan C208B      | 02    |          |                | 14         |
| Cessna C180 SkyWagon            | 02    |          | Wasserflugzeug | 3          |
| de Havilland Canada DHC-2       | 08    |          | Wasserflugzeug | 7          |
| de Havilland Canada DHC-3 Otter | 07    |          | Wasserflugzeug | 10–11      |
| Piper PA-18 Super Cub           | 02    |          | Wasserflugzeug | 1          |
| Gesamt                          | 22    |          |                |            |

## Zwischenfälle
- 1. Oktober 1977: Eine Kenmore Air de Havilland Canada DHC-2 Beaver stürzte ab, nachdem sie in der Nähe von Stevens Pass, Washington, an einem Bergpass gegen Bäume geprallt war. Alle sieben Insassen starben. Das Flugzeug stürzte auf dem Weg nach Lake Hatheume, British Columbia, ab, nachdem es von Kenmore, Washington, abgeflogen war. Der Vorfall war der erste tödliche Unfall von Kenmore Air in über 36 Jahren Betrieb.[6]

- 11. Juni 1979: Auf dem Flug nach der 39 km entfernten Insel Quadra Island, etwa fünf Minuten nach dem Start von Stuart Island, verlor der Pilot die Kontrolle über das Flugzeug. Das Flugzeug, eine de Havilland Canada DHC-2 Beaver (N68084) stürzte wenige hundert Meter von Maurelle Island, British Columbia, entfernt ab. Das Flugzeug wurde zerstört und der Pilot kam ums Leben.[7]